# Proceratophrys mantiqueira
Espèce
Proceratophrys mantiqueira est une espèce d'amphibiens de la famille des Odontophrynidae.

## Répartition
Cette espèce est endémique du Brésil. Elle se rencontre dans l'État de Rio de Janeiro à Itatiaia, dans l'État de São Paulo à Piquete et au Minas Gerais à Aiuruoca, à Pedra Dourada et à Ervália jusqu'à 1 985 m d'altitude dans la Serra da Mantiqueira.

## Description
Le mâle holotype mesure 34,4 mm. Les mâles mesurent de 28,4 à 42,5 mm et les femelles de 36,3 à 54,3 mm.

## Étymologie
Son nom d'espèce lui a été donné en référence au lieu de sa découverte, la Serra da Mantiqueira.

## Publication originale
- Mângia, Santana, Cruz & Feio, 2014 : Taxonomic review of Proceratophrys melanopogon (Miranda Ribeiro, 1926) with description of four new species (Amphibia, Anura, Odontophrynidae). Boletim do Museu Nacional, Nova Serie, Zoologia, vol. 531, p. 1–33 (texte intégral).